# Charles Tennyson Turner
Pour les articles homonymes, voir Tennyson (homonymie), Charles Turner (homonymie) et Turner.
Charles Tennyson Turner, né en 1808 et mort en 1879, est un poète britannique. Il est le frère aîné d'Alfred Tennyson dont l'union de cœur fraternelle est révélée dans Poems by Two Brothers.

## Source
(en) « Charles Tennyson Turner », dans The Nuttall Encyclopædia, 1900 